# 松嶋晃
松嶋 晃（まつしま あきら、1965年10月2日 - ）は日本の政治家、部落解放運動家。前東大阪市市議会議員、部落解放同盟執行委員。まつしま晃とも表記する。

## 経歴
大阪府東大阪市長瀬町に生まれ育つ。1995年、東大阪市議会議員選挙で初当選し4期務める。2002年9月、第38代東大阪市議会副議長に就任。
部落解放同盟大阪府連合会蛇草支部特別執行委員、東大阪食肉連合会顧問、東大阪市人権長瀬地域協議会相談役。
タレントの松嶋尚美は従妹。